# Aïgan
Aïgan (en grec ancien : Αιγάν) est un officier militaire byzantin d'origine massagète actif pendant le règne de l'empereur Justinien (527-565).

## Étymologie
L'origine du nom Aïgan est décrite comme d'origine iranienne par Ferdinand Justi et turc par Otto Maenchen-Helfen. Justi ne connais pas d'étymologie pour le nom, mais le classe parmi d'autres avec des fins en -an ou gan. Maenchen-Helfen suggère qu'il provient du turc ai-khan, « prince de la lune », comme s'appelait l'un des six fils d'Oghouze Khagan.

## Biographie
Il est mentionné pour la première fois en juin 530, à bataille de Dara, où il commande, à côté de Sunicas, 600 cavaliers subordonnés à Bélisaire. Ils aident à chasser l'aile gauche perse, puis renforcer l'aile droite romaine sous le commandement de Simas et d'Ascan. En 533, Aïgan fait partie de la garde personnelle de Bélisaire, ce qui lui octroie un prestige au sein de l'armée.
En 533, il fait partie des quatre commandants de cavalerie envoyés par Bélisaire pour une expédition contre le roi vandale Gélimer ; les autres sont Rufin, Pappus et Barbatus. Il participe à la bataille de Tricaméron en tant que commandant de l'aile droite byzantine. À l'été 534, lorsque Bélisaire rentre à Constantinople, Aïgan reste en Afrique, près de Rufin, sous l'officier Solomon. À la fin de la même année, probablement en tant que commandant de la cavalerie byzantine, Aïgan et Rufin tendent une embuscade à des troupes berbères, les tuant et libérant leurs prisonniers. En représailles, les forces berbères se sont regroupées et ont lancé une attaque massive contre les officiers. Aïgan est tué pendant la bataille.

## Référencement